# Мужичанское сельское поселение
Мужичанское сельское поселение — упразднённое муниципальное образование в Воробьёвском районе Воронежской области.
Административный центр — село Мужичье.

## История
Законом Воронежской области от 2 марта 2015 года № 18-ОЗ, Берёзовское, Мужичанское и Верхнебыковское сельские поселения объединены во вновь образованное муниципальное образование — Берёзовское сельское поселение с административным центром в селе Берёзовка.

## Административное деление
Состав поселения:
- село Мужичье,
- село Банное,
- поселок Высокое,
- хутор Землянка.